# Civine
Civine is een plaats (frazione) in de Italiaanse gemeente Gussago.